# Cade Stover
Cade Stover (Mansfield, 12 giugno 2000) è un giocatore di football americano statunitense che milita nel ruolo di tight end per gli Houston Texans della National Football League (NFL).

## Carriera universitaria
Stover inizialmente fu reclutato per giocare come linebacker a Ohio State ma fu spostato nel ruolo di defensive end prima dell'inizio della sua prima stagione, nella quale disputò quattro partite. Negli allenamenti primaverili del 2020 fu spostato nel ruolo di tight end. Durante la stagione tornò a giocare come linebacker. L'anno successivo giocò come tight end, ricevendo 5 passaggi per 76 yard. Nel Rose Bowl 2022 giocò come linebacker a causa della scarsità di giocatori in quel ruolo. Nel 2023 fu uno dei tre finalisti del John Mackey Award e fu premiato come tight end dell'anno della Big Ten Conference.

## Carriera professionistica

### Houston Texans
Barner fu scelto nel corso del quarto giro (123º assoluto) del Draft NFL 2024 dagli Houston Texans. Segnó il suo primo touchdown nella prima azione della partita della settimana 12 su passaggio da 19 yard del quarterback C.J. Stroud contro i Tennessee Titans. La sua prima stagione si chiuse con 15 ricezioni per 133 yard e una marcatura in 15 presenze, di cui 9 come titolare.